# Łąki (Garwolin)
Pour les articles homonymes, voir Łąki.
Łąki (prononciation : [ˈwɔnki]) est un village polonais de la gmina de Górzno dans le powiat de Garwolin de la voïvodie de Mazovie dans le centre-est de la Pologne.
Il se situe à environ 3 kilomètres au nord-est de Górzno (siège de la gmina), 9 kilomètres au sud-est de Garwolin (siège du powiat) et à 65 kilomètres au sud-est de Varsovie (capitale de la Pologne).
Le village possède approximativement une population de 522 habitants.

## Histoire
De 1975 à 1998, le village appartenait administrativement à la voïvodie de Siedlce.